# التلاشى (فلم)
التلاشى (بالإنجليزية: The Vanishing) هو فيلم إثارة تم إنتاجه في الولايات المتحدة وصدر في سنة 1993. من بطولة جيف بريدجز وكيفر سثرلاند وساندرا بولوك.

## القصة
تدور احداث الفيلم حول شابين يذهبان في رحلة ولكن اضطروا لتوقف عند السوبر ماركت، ثم تنزل صديقته لتبضع وتختفي في ظروف غامضه.

## الميزانية والإيرادات
بلغت تكلفة إنتاج الفيلم حوالي 23 مليون دولار بينما حقق أرباحا تقدر بـ 14,543,394 دولار.

## وصلات خارجية
- مقالات تستعمل روابط فنية بلا صلة مع ويكي بيانات

التلاشى  في قاعدة بيانات الأفلام على الإنترنت (بالإنجليزية)